# Freie Deutsche Bühne
Die Freie Deutsche Bühne war ein Exiltheater deutschsprachiger Theaterschaffender, das sich 1940 in Buenos Aires unter der Leitung des deutschen Schauspielers und Regisseurs jüdischer Herkunft Paul Walter Jacob bildete. Innerhalb kurzer Zeit baute er im argentinischen Exil in Zusammenarbeit mit der deutsch-argentinischen Schauspielerin Liselott Reger-Jacob, seiner Ehefrau, eine deutschsprachige Bühne für ein deutschsprachiges Publikum auf. Der auf  Exilliteratur spezialisierte Germanist Frithjof Trapp bezeichnet die Freie Deutsche Bühne in Anbetracht des Spielplans, des Publikumsbezugs und der sozialen Funktion des Theaters als ein „Produkt des deutsch-jüdischen Exils“: Laut Trapp war sie eine Entgegnung auf die unfreiwillige Abspaltung und Vertreibung der jüdischen Bevölkerungsgruppe aus der deutschen Gesellschaft.
Mit 215 Inszenierungen und 750 Vorstellungen in deutscher Sprache von 1940 bis 1949 gilt die Freie Deutsche Bühne als eines der erfolgreichsten Theater des deutschsprachigen Exils.  Bedeutende Schauspieler, wie Hedwig Schlichter (später Hedy Crilla) und Jacques Arndt gingen aus diesem Theater hervor und fügten sich ein in die argentinische Theaterlandschaft.

## Geschichte
Das Konzept dieses Exiltheaters wurde von Paul Walter Jacob und Liselott Reger-Jacob bereits vor ihrer Ankunft in Argentinien im Januar 1939 entwickelt. April 1940 wurde schließlich in der Spielstätte Casa del Teatro das deutschsprachige Exiltheater von Paul Walter Jacob und seinem Ensemble mit der Unterstützung des Herausgebers der deutschsprachigen Tageszeitung Argentinisches Tageblatt, Ernesto F. Alemann, eingeweiht.
Angesichts der aufgrund der Sprache beschränkten Anzahl an Theaterbesuchern wurde wöchentlich ein neues Theaterstück inszeniert, das im Schnitt nur drei Mal aufgeführt wurde. Dieses Programm sollte durch sein ständig wechselndes Angebot so viele Theaterbesucher wie möglich ansprechen. Trotzdem waren die Einkünfte gering. Dementsprechend konnten die Schauspieler nur die Saison über bezahlt werden. In der Sommerpause mussten sie daher einer Nebenbeschäftigung nachgehen. Auch der mehrmalige Wechsel der Spielstätte im Laufe der Jahre bereitete einige Schwierigkeiten. Insgesamt war der Betrieb der Freien Deutschen Bühne sehr aufwendig, da die reduzierten Probenzeiten für die wöchentlichen neuen Produktionen sehr arbeitsintensiv waren. Die harte Arbeit und die geringen Einkünfte führten öfter zu Auseinandersetzungen und warfen die Frage nach der Zukunftsfähigkeit dieser Bühne auf. Trotzdem setzte sich das Exiltheater durch und erwarb internationalen Ruf, der nach Ende des Zweiten Weltkrieges auch Prominentengastspiele ermöglichte. Berühmte Schauspieler wie Ernst Deutsch, der als Exilschauspieler in den USA in Hollywood seine Karriere fortsetzte, wurden zu Gastmitgliedern des Ensembles.
Im November 1949 kehrte Paul Walter Jacob in die Bundesrepublik Deutschland zurück. Die Freie Deutsche Bühne, die stark an seine Leitung und Person gebunden war, litt unter seinem Weggang: Zwar blieb sie weiterhin bestehen, doch unter anderen Namen und Organisationsformen. Von 1950 bis 1959 war der ehemalige Verwaltungsleiter der Bühne, Siegmund Breslauer, Direktor des dann Deutsche Bühne genannten Theaters, das sich schließlich 1962 auflöste.

## Das deutschsprachige jüdische Exil der Theaterkünstler (in Buenos Aires)
Die Theaterkünstler Paul Walter Jacob, Hedwig Schlichter, Hansi Schottenfels (und weitere) sowie der als Dramaturg und Hilfsregisseur mitwirkende, aus Berlin stammende Theaterkritiker Herbert Dresel waren nicht nur deutschsprachiger, sondern auch jüdischer Herkunft. Hansi Schottenfels war vor ihrer Flucht aus Deutschland noch von 1933 bis 1935 im Jüdischen Kulturbundtheater Köln tätig gewesen. Sie und ihre Kollegen waren aufgrund der nationalsozialistischen deutschen Politik ins Ausland geflohen.
Durch die Gründung eines deutschsprachigen Theaters in einem fremden Land wurde, so der Germanist Frithjof Trapp, ein Abschnitt der deutsch-jüdischen Geschichte wiederholt: Die jüdische Assimilation war in Deutschland im 19. Jahrhundert insbesondere durch Bildung erfolgt. Theater spielte dabei eine wichtige Rolle, da es zur sozialen Integration verhalf. Die Praxis des Theaters erlaubte nämlich u. a. eine „soziale und kulturelle Selbstbehauptung“, die gegen den „sozialen und kulturellen Identitätsverlust bzw. Identitätszweifel“ wirkte, der von der Ausgrenzung und dem Exil verursacht worden war. Die Mitglieder der Freie Deutsche Bühne, wie auch andere deutschsprachige Exilierte, stießen dabei auf eine schon in Buenos Aires ansässige deutsche Kolonie, die zum Teil mit der nationalsozialistischen deutschen Botschaft sympathisierte, die wiederum auf die Unterstützung der argentinischen Regierungen zählen konnte. Antisemitismus und nationalsozialistische Politik begegnete den deutschsprachigen (jüdischen) Exilierten also auch in Argentinien.
Die Freie Deutsche Bühne bestand allerdings nicht nur aus jüdischen Schauspielern bzw. Schauspielern jüdischer Herkunft, sondern auch aus deutschsprachigen Opponenten wie dem Österreicher Jacques Arndt, der als Andersdenkender aus seiner Heimat fliehen musste.

## Programm und politische Haltung

### Komödien statt Tragödien
Ziel dieses deutschsprachigen Exiltheaters war es, dem deutschsprachigen Publikum von Buenos Aires ein Programm anzubieten, das aus internationalen Stücken europäischer Theaterkultur in deutscher Sprache in Lateinamerika bestand. Die künstlerische Leitung der Freien Deutschen Bühne entschied sich zwischen zur Unterhaltung dienenden Komödien und anspruchsvollen Tragödien zu alternieren, wobei den ersten Vorrang gegeben wurde. Diese Entscheidung ist auf den Versuch zurückzuführen auch gelegentliche Theaterbesucher anzuziehen und nicht nur Abonnenten. Außerdem schien das Publikum vor allem zur Zeit des Anfangs des Zweiten Weltkrieges im Theater Ablenkung zu suchen, da die Zuschauerzahl für tragische Stücke deutlich geringer ausfiel. Um dem Theater eine langfristige finanzielle Existenz durch genügend Publikum und dementsprechend ausreichende Einkünfte zu garantieren, musste man der Vorliebe für die Unterhaltungsstücke gerecht werden. Obwohl Zeitstücke oder im Exil entstandene Theaterstücke eher wenig in Betracht gezogen wurden, da diese zu der Zeit in Argentinien in deutscher Sprache nicht einfach aufzufinden waren, gilt als eine von Jacobs Pionierleistungen seine südamerikanische Erstaufführung der Originalversion von Franz Werfels Schauspiel Jacobowsky und der Oberst 1944.

### Konfliktreiche Programmgestaltung
Die argentinische Regierung war den Achsenmächten gegenüber aufgeschlossen und beobachtete in Zusammenarbeit mit der damals nationalsozialistischen deutschen Botschaft die Freie Deutsche Bühne durchgehend. Doch da es sich in diesem Falle um ein Publikum handelte, das hauptsächlich aus Emigranten bestand und somit aus einer fremdsprachigen Minderheit, wurde von Zensur und anderen politischen Mitteln abgesehen. Nichtsdestotrotz war Paul Walter Jacob in der politischen Festlegung des Theaters durch das Programm sehr vorsichtig. Er nahm zwar an politischen Debatten teil, doch sah er davon ab, das Theaterprogramm nach politischen Vorstellungen zu gestalten. Eine Vorsichtsmaßnahme, die ihm innerhalb der Kreise der politischen Exilanten zum Vorwurf gemacht wurde.
Auseinandersetzungen entstanden auch im Zusammenhang mit jüdischen Organisationen, die sich eine größere Präsenz jüdischer Autoren sowie eine stärkere Thematisierung der jüdischen Umstände wünschten. Zudem wurde die Entscheidung kritisiert, die Stücke in deutscher Sprache zu inszenieren, da ihres Erachtens die deutsche Sprache die „Sprache der Verfolger“ sei. 

## Publikum und Exiltheater
Angesichts der zuvor im Exil verbrachten sechs Jahre war Walter Jacob der Ansicht, dass sich ein Theater in einem fremdsprachigen Umfeld vollkommen dem Geschmack des Publikums anpassen müsse. Das Publikum bestand in diesem Fall aus der deutschsprachigen Kolonie von Buenos Aires. Es handelte sich daher um ein sprachlich begrenztes Publikum, das eher dem Umfang einer Gemeinschaft oder eines Clubs entsprach.

### Publikum oder Club?
Eine geschlossene Gemeinschaft als Publikum erhält im Vergleich zu einem fremden Publikum mehr Gehör für besondere und persönliche Ansprüche und Erwartungen. Dass das Publikum nicht anonym ist, sondern fast ausschließlich aus einer Gruppe immer gleicher Personen besteht, ist laut Trapp eines der Hauptmerkmale eines Exiltheaters. Als Exiltheater war das Theater Walter Jacobs daher auf den Geschmack  des Publikums angewiesen: Außer der deutschsprachigen Gemeinschaft in Buenos Aires hatte es keine anderen möglichen Theaterbesucher. Die Freie Deutsche Bühne ist somit auch ein Theater der Anpassung an die schwierigen Umstände des Exils und daher kein „freies“ Theater. Diese Abhängigkeit von einer kleinen Migrationsbevölkerung, die durch die deutsche Sprache bedingt war, wirft zwangsweise die Frage auf, ob das Exiltheater ein zukunftsfähiges Theater war oder nur eine vorübergehende Notlösung.
Um überhaupt die Spieltätigkeit aufnehmen zu können, schuf Paul Walter Jacob bereits 1939 einen Theaterfond, der durch einige wohlhabende deutsch-argentinische Familien anti-nationalsozialistischer Haltung unterstützt wurde. Aus diesem Fond wurde ein Teil der laufenden Kosten bezahlt.

## Paul Walter Jacob und seine künstlerische Leitung
Das Theater finanzierte sich durch die wöchentlichen neuen Produktionen, die für einen abwechslungsreichen und dichten Spielplan sorgten, der das Publikum jede Woche neu anzog. Die begrenzte Zahl an möglichen Zuschauern sollte außerdem durch Abonnements so fest wie möglich an die Bühne gebunden werden. Frithjof Trapp stellt die These auf, dass die grundsätzliche Voraussetzung für das Bestehen dieser Bühne die „lokale Monopolstellung“ war, die Jacob rechtzeitig verfestigte.
In diesem Sinne gestaltete er auch die Verträge für die Schauspieler, in denen er von vornherein die Möglichkeit der Schauspieler, andere Engagements außerhalb der Freien Deutschen Bühne anzunehmen ausschloss. Um die Stellung seines Theaters zu sichern, verfolgte Jacobs die Absicht, andere deutschsprachige Theaterproduktionen durch attraktive Angebote an die FDB zu binden, mit dem Ziel, dass es in Buenos Aires nur ein deutschsprachiges Theater geben sollte.